# Jules Giraudon
Pour les articles homonymes, voir Giraudon.
Félix Jules Giraudon est un homme politique français, né le 19 janvier 1811 à Lille (Nord) et mort le 19 février 1892 dans le 15e arrondissement de Paris.

## Biographie
Maître serrurier, il est député du Nord de 1848 à 1849, siégeant avec la gauche modérée.

## Sources
- « Jules Giraudon », dans Adolphe Robert et Gaston Cougny, Dictionnaire des parlementaires français, Edgar Bourloton, 1889-1891 [détail de l’édition]